# Famille Tigerstedt
La famille Tigerstedt est une famille de la noblesse suédoise et finlandaise.

## Historique

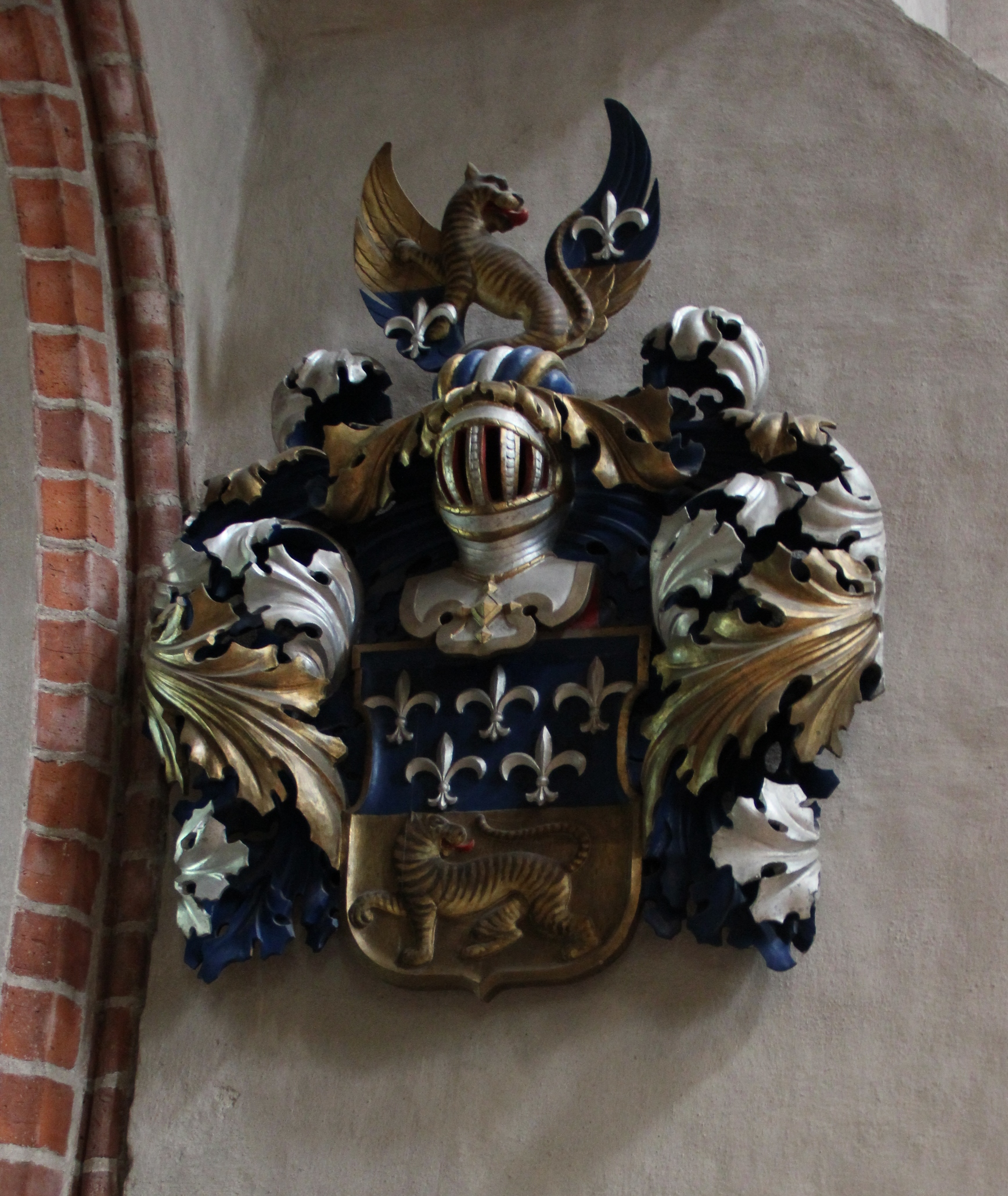
Armoiries de la famille dans la cathédrale de Turku.

## Personnalités
- Ericus Tigerstedt (1640–1697),
- Georg Fredrik Tigerstedt (1729–1790),
- Gregori Tigerstedt (1784–1863),
- Adolf Wilhelm Tigerstedt (1790–1853),
- Axel Fredrik Tigerstedt (1813–1870),
- Gustaf Tigerstedt (1813–1878),
- Gustaf Alexander Tigerstedt (1820–1899),
- Karl Konstantin Tigerstedt (1822–1902),
- Theodor Tigerstedt (1829–1910),
- Robert Tigerstedt (1853–1923),
- Edvard Tigerstedt (1858–1911),
- Axel Fredrik Tigerstedt (1860–1926),
- Eugène Tigerstedt (1861–1927),
- Saima Tigerstedt-Ylinen (1878–1978),
- Carl Tigerstedt (1882–1930),
- Eric Tigerstedt (1887–1925),
- Örnulf Tigerstedt (1900–1962),
- Göran Tigerstedt (1903–1956),
- Eugène Napoleon Tigerstedt (1907–1979),
- Elisabeth Tigerstedt-Tähtelä,
- Peter Tigerstedt (s. 1936),
- Dan Tigerstedt (s. 1954),
- Eva Tigerstedt (s. 1966),